# オートキツ
オートキツとは日本の競走馬である。第22回東京優駿（日本ダービー）優勝馬。また日本中央競馬会が成立してから最初のダービー馬である。1955年年度代表馬。父は月友、母は顕彰馬のトキツカゼ。半弟に天皇賞（春）、有馬記念優勝馬オンワードゼアがいる。

## 戦績
※馬齢は旧表記（数え）とする。
1954年11月13日の新馬戦を2着でデビューしたオートキツは、翌年（1955年）の日本ダービーまでの間に10戦4勝を挙げた。ただし、1月の条件戦でレコードタイムで勝利していたが、重賞では歯が立たず目立った存在ではなかった。それでも、母は皐月賞と優駿牝馬を制した名牝トキツカゼであり、不良馬場で行われた5月のオープン戦では20馬身以上の大差をつけ圧勝していた事から、同じく不良馬場となった東京優駿では24頭中10番人気とそれなりの評価はされていた。そして、肝心のレースでは不良馬場と強敵・メイヂヒカリ戦線離脱が味方し、セントライトに並ぶ史上最大着差である8馬身の差をつけ圧勝した。
その後は11戦9勝レコード4回と安定した強さを見せ、菊花賞こそ春のクラシック未出走のメイヂヒカリに10馬身差の2着に敗れるも、年間通じての活躍が評価され1955年年度代表馬に選出された。
翌1956年も4戦全勝。ダイヤモンドステークス・東京杯で勝利を挙げている。

## 引退後
引退後は種牡馬となり当初不振に見舞われるも、高齢になってからアオイライコー（大井記念・東京盃（大井競馬場。オートキツの勝った東京杯とは別のレース））やキングスピード（京都杯、中央競馬障害競走最多連勝記録保持馬）等の産駒を出し、この時代の東京優駿優勝馬としては成功した部類に入る。

## その他
馬主の川口鷲太郎は過去にトキツカゼでは東京優駿を僅差で逃すなどしており、東京優駿制覇は悲願だった。川口はオートキツがその夢をかなえて程なく亡くなっており、中山の法華経寺で営まれた葬儀にはオートキツも参列した。

## 血統表
| オートキツの血統マンノウォー系 / アウトブリード | オートキツの血統マンノウォー系 / アウトブリード | オートキツの血統マンノウォー系 / アウトブリード | （血統表の出典）            | （血統表の出典）  |
| 父 月友 1932 栗毛                               | 父の父Man o'War 1917 栗毛                       | Fair Play                                       | Hastings                    | Hastings          |
| 父 月友 1932 栗毛                               | 父の父Man o'War 1917 栗毛                       | Fair Play                                       | Fairy Gold                  |                   |
| 父 月友 1932 栗毛                               | 父の父Man o'War 1917 栗毛                       | Mahubah                                         | Rock Sand                   | Rock Sand         |
| 父 月友 1932 栗毛                               | 父の父Man o'War 1917 栗毛                       | Mahubah                                         | Merry Token                 |                   |
| 父 月友 1932 栗毛                               | 父の母*星友 Alzada 1923                         | Sir Martin                                      | Ogden                       | Ogden             |
| 父 月友 1932 栗毛                               | 父の母*星友 Alzada 1923                         | Sir Martin                                      | Lady Sterling               |                   |
| 父 月友 1932 栗毛                               | 父の母*星友 Alzada 1923                         | Colna                                           | Collar                      | Collar            |
| 父 月友 1932 栗毛                               | 父の母*星友 Alzada 1923                         | Colna                                           | Nausicaa                    |                   |
| 母 トキツカゼ 1944 鹿毛                         | 母の父*プリメロ Primero 1931 鹿毛               | Blandford                                       | Swynford                    | Swynford          |
| 母 トキツカゼ 1944 鹿毛                         | 母の父*プリメロ Primero 1931 鹿毛               | Blandford                                       | Blanche                     |                   |
| 母 トキツカゼ 1944 鹿毛                         | 母の父*プリメロ Primero 1931 鹿毛               | Athasi                                          | Farasi                      | Farasi            |
| 母 トキツカゼ 1944 鹿毛                         | 母の父*プリメロ Primero 1931 鹿毛               | Athasi                                          | Athgreany                   |                   |
| 母 トキツカゼ 1944 鹿毛                         | 母の母第五マンナ 1939 黒鹿毛                    | *シアンモア Shian Mor                           | Buchan                      | Buchan            |
| 母 トキツカゼ 1944 鹿毛                         | 母の母第五マンナ 1939 黒鹿毛                    | *シアンモア Shian Mor                           | Orlass                      |                   |
| 母 トキツカゼ 1944 鹿毛                         | 母の母第五マンナ 1939 黒鹿毛                    | マンナ                                          | *クラックマンナン           | *クラックマンナン |
| 母 トキツカゼ 1944 鹿毛                         | 母の母第五マンナ 1939 黒鹿毛                    | マンナ                                          | 第三フラストレート F-No.1-b |                   |

- 母トキツカゼは皐月賞と優駿牝馬の勝ち馬。
- 3代母代マンナ（競走馬名ロビンオー）は1932年の帝室御賞典勝ち馬。
- 5代母フラストレートは小岩井農場の基礎輸入牝馬の一頭。